# Mathieu Kassovitz
Pour les articles homonymes, voir Kassovitz.
Mathieu Kassovitz, né le 3 août 1967 à Paris, est un acteur, réalisateur, producteur de cinéma et scénariste français.
En 1995, il reçoit le César du meilleur espoir masculin pour Regarde les hommes tomber.
Il réalise La Haine la même année, le film reçoit trois César, dont celui du meilleur film et du meilleur montage. En tant qu'acteur, il tourne avec des metteurs en scène de réputation internationale.

## Biographie
Petit-fils du dessinateur hongrois Félix Kassowitz, Mathieu Kassovitz est le fils de Peter Kassovitz (né en 1938), producteur de cinéma et réalisateur, qui joue l'organisateur de la galerie d'art dans le film La Haine. La mère de Mathieu Kassovitz est Chantal Rémy, monteuse de films.
Mathieu Kassovitz a été marié à l'actrice Julie Mauduech, qui joue avec lui dans le film qu'il a dirigé, Métisse, et fait une brève apparition dans La Haine. Ils ont une fille nommée Carmen. Il a ensuite deux enfants avec le mannequin Aurore Lagache.
Entre 2014 et 2019, il est en couple avec Aude Legastelois, une actrice de vingt ans sa cadette.
Passionné de boxe, il dispute le 10 juin 2017 un combat lors d'un gala au Centre international de Deauville.
En 2018, il signe un « Appel des deux cents » publié dans le journal Le Monde rappelant la nécessité d'une action politique « déterminée et immédiate » quant au changement climatique et à la biodiversité.
Le 3 septembre 2023, il perd le contrôle de sa moto sur l'autodrome de Linas-Montlhéry et est grièvement blessé,.

## Carrière

### Premières réalisations et révélation critique (1990-1999)
Entre 1990 et 1993, parallèlement à sa carrière d'acteur, il réalise trois courts-métrages, Fierrot le Pou, Cauchemar blanc et Assassins.
Son passage au long-métrage est salué par la critique : ses films s'inspirent directement du cinéma de Spike Lee, notamment Do the Right Thing (1989), qui influence ses deux premiers longs-métrages. Après avoir été remarqué pour Métisse en 1993, il crée l'événement avec La Haine, qu'il écrit et réalise, succès à la fois français et international qui remporte trois Césars (César du meilleur montage, César du meilleur film, César du meilleur producteur) et le prix de la mise en scène au Festival de Cannes 1995. Le film devient culte et sa portée sociale est renforcée avec le temps.
La même année, il décroche le César du meilleur espoir masculin pour sa performance dans Regarde les hommes tomber, première réalisation de Jacques Audiard.
En 1996, il enchaîne, avec le même Jacques Audiard, Un héros très discret.
En 1997, Mathieu Kassovitz adapte son court-métrage Assassins... de 1992 en long-métrage, avec comme acteurs principaux lui-même et Michel Serrault.
Le film suscite la polémique au festival de Cannes : Michel Serrault incarne un personnage froid et méthodique et le thème est dérangeant (un tueur transmet son savoir-faire à un jeune sans emploi). Le film est sifflé par les spectateurs du Festival. Mathieu Kassovitz désigne Assassin(s) comme son film préféré[réf. nécessaire].
Il joue en 1998 avec Vincent Cassel Le Plaisir (et ses petits tracas), second film de Nicolas Boukhrief, et en 1999, participe à Jakob le menteur, troisième et dernier film de cinéma de son père, Peter Kassovitz, mené par Robin Williams.

### Confirmation commerciale et échecs hollywoodiens (2000-2009)

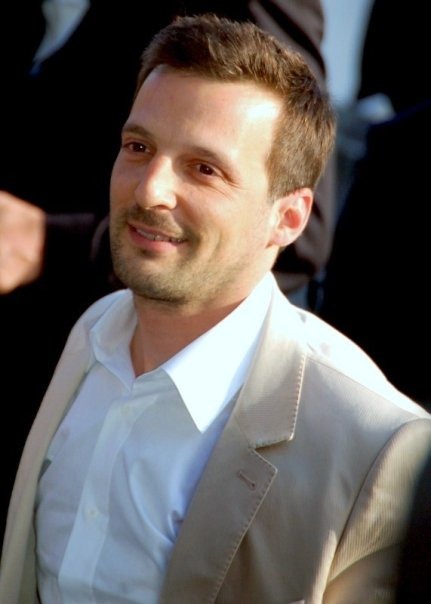
Mathieu Kassovitz au Festival de Cannes 2008.

En 2000, il fonde la société de production MNP Entreprise. Il réalise Les Rivières pourpres, thriller psychologique avec Jean Reno et Vincent Cassel, qui rencontre un succès commercial, et attire sur lui l'attention des studios américains.
Parallèlement, il continue à apparaître dans des films remarqués : en 2001, il confirme son aura internationale en participant à Le Fabuleux Destin d'Amélie Poulain, de Jean-Pierre Jeunet, et donne la réplique à Nicole Kidman pour le thriller Nadia, de Jez Butterworth. Et en 2002, il participe au populaire Astérix et Obélix : Mission Cléopâtre, d'Alain Chabat, et mène l'ambitieux Amen. de Costa-Gavras. Kassovitz y joue le rôle d'un jeune prêtre qui sympathise avec Kurt Gerstein, un officier SS qui a cherché à alerter l'Allemagne et surtout l'étranger sur la Shoah. Les deux films sont acclamés par la critique.
Côté réalisation, au début des années 2000, il travaille sur un film de science-fiction, qu'il voudrait être un équivalent français de 2001, l'Odyssée de l'espace. L'action se déroulerait en partie à bord de la Station spatiale internationale. Afin qu'il puisse utiliser l'Airbus A300 ZERO-G de Novespace pour les séquences en apesanteur, un studio de tournage est installé à proximité de l'aéroport de Bordeaux-Mérignac. Le tournage est interrompu.
En 2003, sort finalement Gothika, sa cinquième réalisation, un thriller fantastique porté par Halle Berry et par Penélope Cruz. Mathieu Kassovitz admet par la suite avoir tenté l'aventure hollywoodienne pour financer un projet lui tenant à cœur depuis longtemps : Babylon A.D. Ce film, qu'il a réalisé du 11 décembre 2006 au 11 avril 2008, est l'adaptation de Babylon Babies, roman de l'écrivain Maurice G. Dantec. Il sort le 27 août 2008. Il est mal reçu par la critique et échoue au box-office.
Parallèlement, il continue de jouer : en 2005, le thriller historique Munich, de Steven Spielberg, et en 2007, le film français Louise-Michel, de Gustave Kervern et Benoît Delépine.
En octobre 2008, il réalise le clip X&Y de Kery James, interdit aux moins de 18 ans.
En septembre 2009, il est le narrateur du documentaire Apocalypse.

### Cinéma français et premiers rôles (depuis 2011)

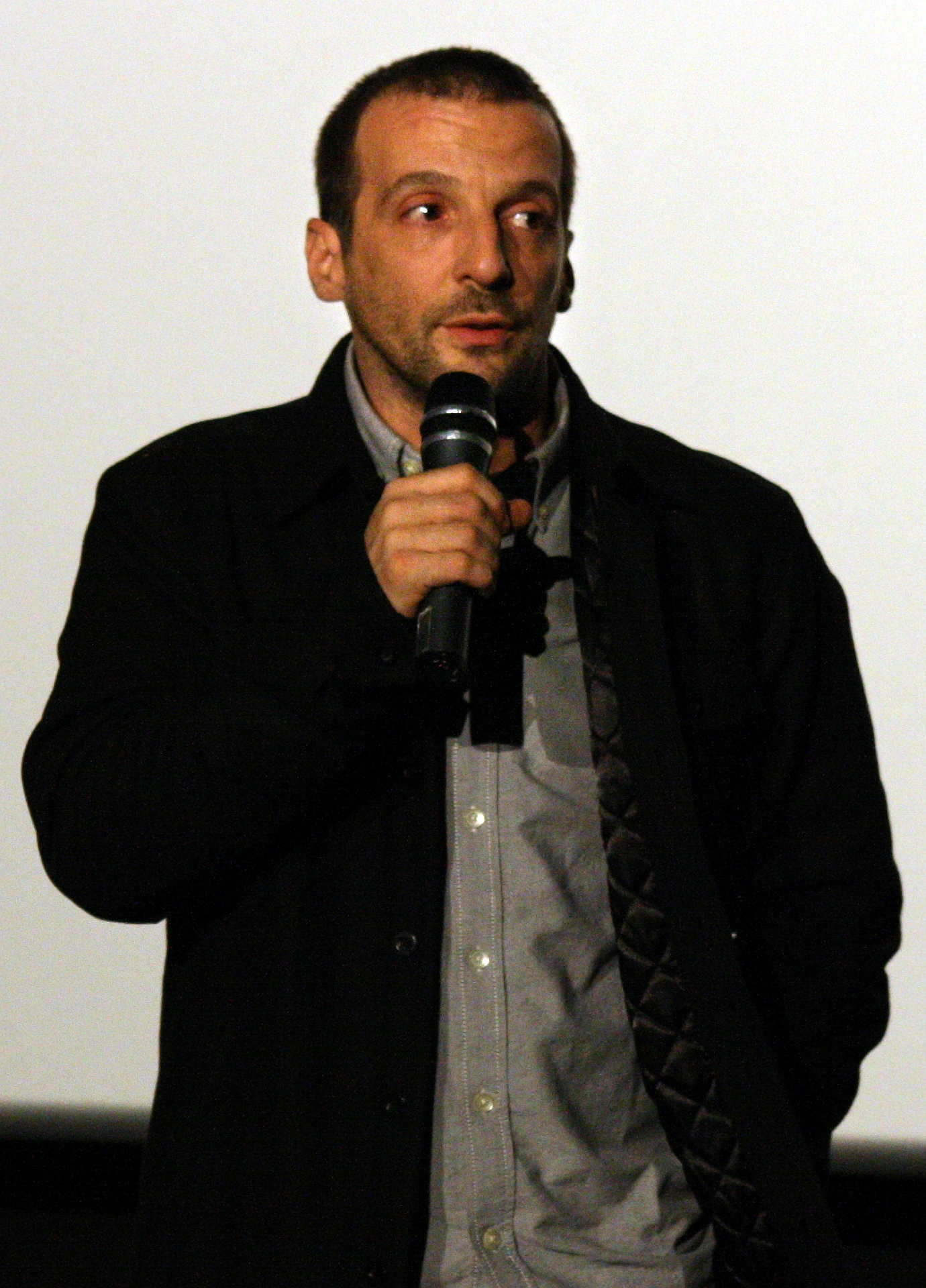
Mathieu Kassovitz à l'avant-première de L'Ordre et la Morale en 2011.

En 2011, sort son septième long-métrage L'Ordre et la Morale, qui renoue avec la veine politique de sa première « trilogie ».
Le film raconte l'assaut des troupes militaires françaises après l'assassinat de quatre gendarmes et la prise d'otages de vingt-sept gendarmes mobiles, en 1988 par les indépendantistes Kanaks sur l'Île d'Ouvéa, en Nouvelle-Calédonie. Il joue le commandant Philippe Legorjus.
La version des évènements décrite par le film est contestée,. Malgré de bonnes réactions dans la presse et parmi les spectateurs, le succès financier du film est mitigé, et l'unique nomination au César pour la meilleure adaptation lui inspire le tweet « J'encule le cinéma français. Allez vous faire baiser avec vos films de merde. ».
La société de production cinématographique MNP de Mathieu Kassovitz, créée en 2000 et fermée en 2010 pour liquidation judiciaire, avait bénéficié en 2008 d'une avance remboursable de 250 000 euros de la part du Conseil régional de Picardie. L'auteur a fourni un certificat d'irrécouvrabilité en guise de réponse. Le Conseil régional de Picardie n'a pas engagé de poursuite à l'encontre du dirigeant de MNP.
En 2012, Mathieu Kassovitz a le premier rôle masculin de La Vie d'une autre, première réalisation de Sylvie Testud, et participe au thriller d'action américain Piégée, de Steven Soderbergh. Il partage l'affiche du polar Le Guetteur, avec Daniel Auteuil.
L'année suivante, il tient un second rôle dans le remake d'Angélique d'Ariel Zeitoun, égratigné par la critique et échec commercial. Au début de cette année, il prévoit de quitter la France, non pour des raisons fiscales, mais parce qu'il aurait « du mal à continuer de travailler dans un pays qui a enfermé le cinéma », évoquant « une copie conforme d'un modèle américain », et déplorant le fait que « le public ne suit pas ».
En 2014, il est l'acteur principal de Vie sauvage, un drame de Cédric Kahn, acclamé par la critique internationale, et celui d'Un illustre inconnu, thriller psychologique réalisé par Matthieu Delaporte, dans lequel il a pour partenaire Marie-Josée Croze.
Il est le narrateur dans la série de documentaires historiques télévisés Apocalypse, succès critiques et commerciaux à travers le monde, avec en 2011, Apocalypse, Hitler, et en 2014, Apocalypse, la Première Guerre mondiale, toujours réalisés par Isabelle Clarke et Daniel Costelle.
En 2015, il joue dans les séries télévisées Le Bureau des légendes, série historique et politique mise en scène par Éric Rochant, puis pour Guerre et Paix, mini-série de la BBC, réalisée par Tom Harper. Il est de nouveau narrateur dans le documentaire Apocalypse, Staline.
En 2019, il joue l'« ALFOST » (AmiraL commandant la Force Océanique et STratégique), dans le film d'Antonin Baudry, Le Chant du loup, aux côtés de François Civil et d'Omar Sy.
En 2021, il est à l'affiche du thriller tourné en huis clos Lui de Guillaume Canet à qui il donne la réplique. La même année, il est au casting de The Way of the Wind de Terrence Malick.
Il a l'intention de réaliser un thriller futuriste intitulé Mind Fall.
En 2024, il annonce revenir à la réalisation avec The Big War, un film hybride mêlant animation et tournage en décors naturels, adaptant La bête est morte ! d'Edmond Calvo. Le tournage des éléments réels est prévu à l'été 2025, pour une sortie fin 2026 ou début 2027.

## Prises de position et polémiques

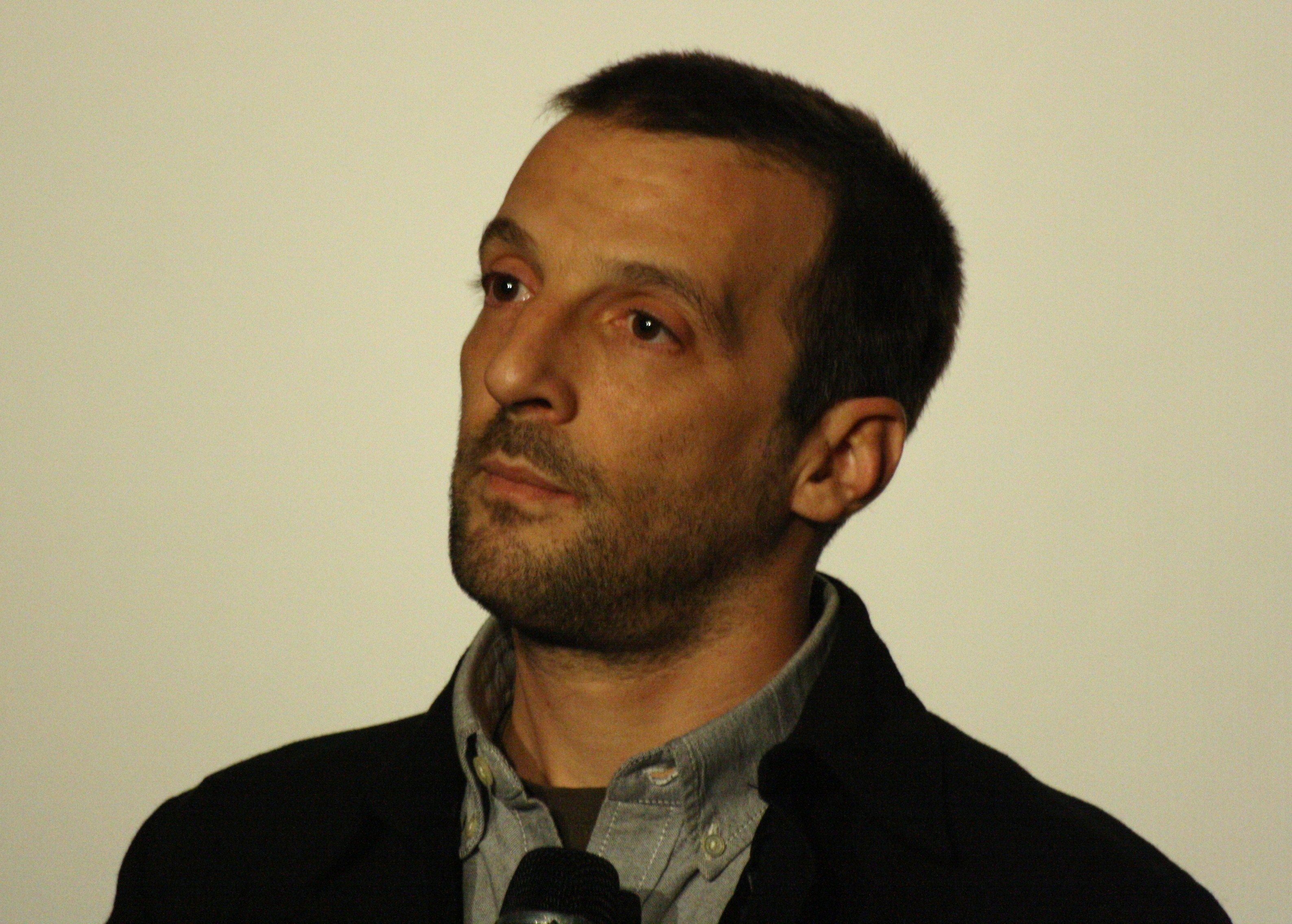
Mathieu Kassovitz pour le film l'Ordre et la morale

Le 15 septembre 2009, sur le plateau de Ce soir (ou jamais !), Mathieu Kassovitz, à propos des attentats du 11 septembre 2001, reprend certaines théories du complot,,. Il est vivement critiqué dans les médias, une chronique d'Europe 1 l'assimilant à « la pire extrême droite antisémite américaine » ; il porte plainte pour « diffamation publique » contre plusieurs journalistes. Le 28 octobre 2009, il participe, accompagné par Jean-Marie Bigard, à un débat en direct sur France 2 dans la troisième partie de l'émission de Guillaume Durand, L'Objet du scandale, pour défendre son point de vue.
En 2009, sur RMC, il affirme que Ben Laden n'est pas responsable des attentats du 11 septembre 2001.
En 2011, l'insuccès de son septième long-métrage L'Ordre et la Morale et son unique nomination aux César le rendent violent sur les réseaux sociaux.
En novembre 2011, Mathieu Kassovitz fait condamner un blogueur, Lilian Massoulier du Journal du dimanche, qui l'avait comparé à Joseph Goebbels. France Info et L'Express, dont les chroniqueurs Patrice Bertin et Renaud Revel, qui l'avaient respectivement qualifié de « révisionniste » et comparé à Robert Faurisson, sont en revanche relaxés.
Après s'être réjoui, sur les réseaux sociaux, d'une condamnation du « facho » Alain Soral, il se rend au Liban pour rencontrer Thierry Meyssan, un proche de ce dernier.
Dans l'entre-deux-tours de l'élection présidentielle de 2017 qui oppose Marine Le Pen à Emmanuel Macron, il appelle à voter pour le candidat En marche. Après le ralliement de Nicolas Dupont-Aignan à la candidate FN, Mathieu Kassovitz insulte sur les réseaux sociaux le président de Debout la France. Nicolas Dupont-Aignan annonce qu'il porte plainte contre ce genre de « donneurs de leçons qui se comportent comme des racailles ».
Le 24 décembre 2017, à la suite d'une mobilisation des forces de l'ordre nantaises pour un contrôle de stupéfiants dans un hôpital qui a conduit à la saisie de sept grammes de résine de cannabis, il traite les policiers de « bons à rien » et de « bande de bâtards ». À la suite de cette déclaration, Éric Ciotti exige dans une lettre ouverte que des poursuites judiciaires soient engagées par l'État à son encontre. Le réalisateur riposte sur le réseau social par des insultes au député. Il est condamné le 18 septembre 2019 pour injure publique à une amende de mille euros et à verser un euro symbolique de dommages et intérêts à chacun des dix-sept agents qui ont porté plainte contre lui, par le tribunal correctionnel de Paris. À la barre, il regrette la « susceptibilité » des policiers, qu'il n'avait pas voulu « blesser ». Mathieu Kassovitz assure qu'il subit « des violences policières » depuis l’âge de 25 ans et se bat dans ses films pour prôner un « respect » mutuel entre jeunes et forces de l'ordre.
En mai 2021, s'adressant à la veuve de Philippe Monguillot, chauffeur de bus tué par une agression commise par plusieurs personnes ayant refusé de porter un masque sanitaire, il déclare que la mort de son mari est un « fait divers » et que ce sont des choses qui « continueront d'exister ».
Dans une interview accordée à LCI le 22 juin 2024, en amont des élections législatives françaises anticipées, Mathieu Kassovitz se déclare être de tout cœur avec les manifestants en cas de majorité absolue du Rassemblement national. Mais il s'interroge sur les effets de cette hypothèse. Quelle serait la réelle réaction des Français en cas de victoire du RN ? Les droits de l'homme sont-ils toujours les valeurs de la France ? L'expérimentation d'une gouvernance d'extrême droite, conjecture Mathieu Kassovitz, répondrait à ces questions. Ses propos, rapportés de manière incomplète par les réseaux sociaux, déclenchent un tollé ; certains médias comme Le JDD en présentent une version partielle. Le lendemain, l'acteur fustige les auteurs des interprétations erronées et fait une mise au point sur sa position réaffirmée à gauche.
Le 30 septembre 2024, il déclare dans l'émission Zoom zoom zen sur France Inter que « la pollution n’existe pas », arguant que les polluants seraient « naturels », déclenchant de vives réactions d'auditeurs et une saisie de l'Arcom par l'association QuotaClimat. Il s'oppose ainsi au consensus scientifique sur le changement climatique, ce qui relève du climatoscepticisme.
Il est également accusé de racisme le 19 mai 2025 après avoir déclaré sur France 5 que « si, il y a des Français de souche, c’est ce qu’on appelle des fins de race ». Il réitère ses propos le 25 mai 2025 sur la chaîne LCI. Le 28 mai suivant, il publie sur Instagram une vidéo où il présente ses excuses, à la suite de la polémique engendrée, se justifiant d'être lui même un « Français de souche ».

## Filmographie

### Comme acteur

#### Cinéma
- 1979 : Au bout du bout du banc de Peter Kassovitz : Mathias Oppenheim
- 1981 : L'Année prochaine si tout va bien de Jean-Loup Hubert : le petit garçon qui veut un Goldorak
- 1992 : Un été sans histoires de Philippe Harel (moyen-métrage) : un auto-stoppeur
- 1992 : Maigret chez les Flamands de Serge Leroy (téléfilm) : un gendarme (figuration)
- 1993 : Métisse de lui-même : Félix
- 1994 : Regarde les hommes tomber de Jacques Audiard : Johnny
- 1995 : La Haine de lui même.
- 1995 : La Cité des enfants perdus de Marc Caro et Jean-Pierre Jeunet : un homme dans la rue (non crédité)
- 1996 : Un héros très discret de Jacques Audiard : Albert Dehousse
- 1996 : Mon homme de Bertrand Blier : Clément, le premier client
- 1996 : Des nouvelles du bon Dieu de Didier Le Pêcheur : un infirmier
- 1997 : Assassin(s) de lui-même : Max
- 1997 : Le Cinquième Élément de Luc Besson : le voleur en manque
- 1998 : Le Plaisir (et ses petits tracas) de Nicolas Boukhrief : Roland
- 1999 : Jakob le menteur de Peter Kassovitz : Herschel
- 2001 : Le Fabuleux Destin d'Amélie Poulain de Jean-Pierre Jeunet : Nino Quincampoix
- 2001 : Nadia (Birthday Girl) de Jez Butterworth : Yuri
- 2002 : Astérix et Obélix : Mission Cléopâtre d'Alain Chabat : le physionomiste au banquet
- 2002 : Amen. de Costa-Gavras : Riccardo Montana
- 2005 : Munich de Steven Spielberg : Robert
- 2006 : Avida de Gustave Kervern et Benoît Delépine : le producteur chanceux
- 2008 : Louise-Michel de Gustave Kervern et Benoît Delépine : le propriétaire de la ferme
- 2011 : L'Ordre et la Morale de lui-même : Philippe Legorjus
- 2012 : La Vie d'une autre de Sylvie Testud : Paul Speranski
- 2012 : Piégée (Haywire) de Steven Soderbergh : Studer
- 2012 : Le Guetteur de Michele Placido : Vincent Kaminski
- 2013 : Angélique d'Ariel Zeitoun : Nicolas / Calembredaine
- 2014 : Vie sauvage de Cédric Kahn : Philippe Fournier dit Paco
- 2014 : Un illustre inconnu de Matthieu Delaporte : Sébastien Nicolas / Henri de Montalte
- 2016 : Le Gang des Antillais de Jean-Claude Barny : le patron du bar
- 2017 : De plus belle d'Anne-Gaëlle Daval : Clovis
- 2017 : Valérian et la Cité des mille planètes de Luc Besson : le colporteur
- 2017 : Happy End de Michael Haneke : Thomas Laurent
- 2017 : Sparring de Samuel Jouy : Steve Landry
- 2019 : Le Chant du loup d'Antonin Baudry : ALFOST
- 2019 : Banlieusards de Kery James et Leïla Sy : Dominique
- 2020 : Tout simplement noir de Jean-Pascal Zadi et John Wax : lui-même
- 2021 : Les Méchants de Mouloud Achour et Dominique Baumard : Guillaume Kekchoz
- 2021 : Lui de Guillaume Canet : le pote
- 2021 : Les Choses humaines d'Yvan Attal : Adam
- 2022 : L'Astronaute de Nicolas Giraud : Alexandre Ribbot
- 2023 : Visions de Yann Gozlan : Guillaume
- 2023 : Les Rois de la piste de Thierry Klifa : Sam
- 2024 : Frères d'Olivier Casas : Patrice
- 2025 : The Way of the Wind de Terrence Malick

#### Courts métrages
- 1990 : Fierrot le Pou de lui-même
- 1992 : Assassins... de lui-même
- 1994 : Putain de porte de Jean-Claude Flamand-Barny et Delphine Quentin
- 1994 : Elle voulait faire quelque chose de Dodine Herry : Mathieu
- 1994 : La Sirène (collection 3000 Scénarios contre un virus) de Philippe Lioret
- 1994 : Avant... mais après (3000 Scénarios contre un virus) de Tonie Marshall
- 1995 : Les Fleurs de Maria Papadopylou de Dodine Herry

#### Télévision
- 1978 : Médecins de nuit (série télévisée), épisode : Christophe de Philippe Lefebvre
- 1983 : La Vie de Berlioz de Jacques Trébouta (mini-série) : Hector Berlioz jeune
- 1991 : Touch and Die de Piernico Solinas (téléfilm) : Piaz
- 2015-2016 : Guerre et Paix d'Andrews Davies : Napoléon Bonaparte
- 2015-2020 : Le Bureau des légendes d'Éric Rochant (série télévisée) : Guillaume Debailly, dit « Malotru » ou « Paul Lefebvre »
- 2024 : Furies (série Netflix) : Driss
- 2024 : Star Wars : Skeleton Crew (série Disney+) : Général Strix

#### Doublage
Films d'animation
- 2011 : The Prodigies d'Antoine Charreyron : Jimbo
- 2017 : Deux escargots s'en vont (court métrage) de Jean-Pierre Jeunet et Romain Segaud
- 2023 : Spider-Man: Across the Spider-Verse : Miguel O'Hara / Spider-Man 2099[40]

Narration de documentaires
- 2007 : La Traque des Nazis d'Isabelle Clarke et Daniel Costelle
- 2009 : Apocalypse, la Deuxième Guerre mondiale d'Isabelle Clarke et Daniel Costelle
- 2011 : Apocalypse, Hitler d'Isabelle Clarke et Daniel Costelle
- 2014 : Apocalypse, la Première Guerre mondiale d'Isabelle Clarke et Daniel Costelle
- 2015 : Apocalypse, Staline d'Isabelle Clarke et Daniel Costelle
- 2016 : Apocalypse, Verdun d'Isabelle Clarke et Daniel Costelle
- 2018 : Apocalypse, la paix impossible 1918-1926 d'Isabelle Clarke et Daniel Costelle
- 2019 : Apocalypse, la guerre des mondes d'Isabelle Clarke et Daniel Costelle
- 2021 : Apocalypse, l'année 40 : Hitler attaque à l'ouest d'Isabelle Clarke et Daniel Costelle
- 2021 : Apocalypse, Hitler attaque à l'est d'Isabelle Clarke et Daniel Costelle
- 2022 : Apocalypse, le crépuscule d'Hitler d'Isabelle Clarke et Daniel Costelle

#### Publicités
- 2001 : publicité pour le parfum Miracle de Lancôme, réalisée par lui-même (également affiches publicitaires)[41]
- 2017 : publicité Protégeons les humains, pas les frontières de Matthieu Tribes pour le Collectif pour une Nation Refuge (CNR)[42]

#### Autres
- 2017 : Kaïra Shopping de Franck Gastambide[43]
- 2018 : clip La Nuit de L.E.J[44]

### Comme réalisateur

#### Longs métrages
- 1993 : Métisse
- 1995 : La Haine
- 1997 : Assassin(s)
- 2000 : Les Rivières pourpres
- 2003 : Gothika
- 2008 : Babylon A.D.
- 2011 : L'Ordre et la Morale
- Prévu en 2026 : The Big War

##### Box-office
| Année | Films                 | Budget       | Recettes mondiales |
| ----- | --------------------- | ------------ | ------------------ |
| 1993  | Métisse               | 500 000 $    | 500 000 $          |
| 1995  | La Haine              | 3 000 000 $  | 15 300 000 $       |
| 1997  | Assassin(s)           | 7 500 000 $  | 3 300 000 $        |
| 2000  | Les Rivières Pourpres | 19 000 000 $ | 60 000 000 $       |
| 2003  | Gothika               | 40 000 000 $ | 141 600 000 $      |
| 2008  | Babylon A.D           | 70 000 000 $ | 72 108 608 $       |
| 2011  | L'Ordre et la Morale  | 13 000 000 $ | 1 000 000 $        |

#### Courts métrages
- 1990 : Fierrot le Pou
- 1991 : Cauchemar blanc
- 1992 : Assassins...
- 1996 : La Forêt (collection Lumière sur un massacre, campagne de Handicap International contre les mines antipersonnel)[45]
- 1998 : Article premier

##### Documentaire
- 2024 : Cannabis coréalisé avec Antoine Robin, en série de 10 épisodes ou en long format[46].

#### Autres
- 1991 : clip Peuples du monde de Tonton David[47]
- 2000 : publicité L'Ascenseur pour les grands magasins Printemps[48]
- 2001 : publicité pour le parfum Miracle de Lancôme[41]
- 2004 : publicités pour le Transilien de la SNCF[41]
- 2008 : clip XY de Kery James[49]
- 2018 : clip La Nuit de L.E.J[44]
- 2019 : série télévisée Le Bureau des légendes, saison 5, épisodes 2, 3, 4, 5, 7, 8[50]

### Comme scénariste
Il a écrit ou coécrit la plupart des films qu'il a réalisés :
- 1990 : Fierrot le Pou (court métrage) de lui-même
- 1991 : Cauchemar blanc (court métrage) de lui-même
- 1992 : Assassins... (court métrage) de lui-même
- 1993 : Métisse de lui-même
- 1995 : La Haine de lui-même
- 1997 : Assassin(s) de lui-même
- 2000 : Les Rivières pourpres de lui-même
- 2008 : Babylon A.D. de lui-même
- 2011 : L'Ordre et la Morale de lui-même

### Comme producteur
- 1995 : La Haine de lui-même
- 1997 : Assassin(s) de lui-même
- 2004 : La Chepor (court métrage) de David Tessier
- 2005 : Nèg Maron de Jean-Claude Barny
- 2006 : Les Paumes blanches de Szabolcs Hajdu
- 2006 : Demain la veille de Julien Lecat et Sylvain Pioutaz
- 2007 : Louise-Michel de Gustave Kervern et Benoît Delépine
- 2008 : Enfants de Don Quichotte (Acte 1) (documentaire) de Ronan Denecé, Augustin Legrand et Jean-Baptiste Legrand
- 2008 : Johnny Mad Dog de Jean-Stéphane Sauvaire
- 2011 : L'Ordre et la Morale de lui-même

### Comme monteur
- 1995 : La Haine de lui-même
- 1997 : Assassin(s) de lui-même
- 2011 : L'Ordre et la Morale de lui-même

### Comme assistant réalisateur
- 1985 : L'Énigme blanche (téléfilm) de Peter Kassovitz
- 1987 : La Rumba de Roger Hanin
- 1989 : Moitié-moitiéde Paul Boujenah
- 1990 : Stirn et Stern (téléfilm) de Peter Kassovitz

## Distinctions

### Récompenses
- Prix Jean-Gabin 1995
- César 1995 : César du meilleur espoir masculin pour Regarde les hommes tomber
- Festival de Cannes 1995 : prix de la mise en scène pour La Haine
- Lumières de la presse internationale 1996 : Lumière de la meilleure mise en scène pour La Haine
- César 1996 : César du meilleur montage avec Scott Stevenson pour La Haine

### Nominations
- César 1996 : César du meilleur réalisateur pour La Haine
- César 2001 : César du meilleur réalisateur pour Les Rivières pourpres
- César 2003 : César du meilleur acteur pour Amen.
- César 2012 : César de la meilleure adaptation pour L'Ordre et la Morale